# Здание бывшего концлагеря в Зренянине
Здание бывшего лагеря в Зренянине находится на улице Царя Душана №. 149, которое во время Второй мировой войны в период с 1942 по 1944 года, служило концлагерем, центральным такого рода в Банате. Он представляет собой культурное достояние как памятник культуры большого значения.
Через него прошли тысячи узников, многие из которых были убиты, а несколько групп депортированы в лагеря по всей Европе. До открытия лагеря 20 июля 1942 в качестве места содержания узников использовались тюремные помещения в здании районного суда. Местом для лагеря была выбрана старая мельница, построенная в 1799 году, в конце улицы Царя Душана, в напротив православного кладбища. Предыдущая мельница, не работавшая несколько лет, была реконструирована и полностью приспособлена к своему новому назначению.
На здании установлена мемориальная доска. После окончания войны оно использовалось как склад для нужд Югославской армии, под надзором Федерального секретариата национальной обороны. Оно функционировало как лагерь до 1948 года, но с пленными немецкой национальности. С 1968 года Федеральный секретариат арендовал здание под склад для нужд фабрики носков «Ударник». В последние несколько десятилетий оно все еще использовалось в качестве склада, но без обслуживания или каких-либо инвестиций. Сегодня здание находится в плачевном состоянии и не используется.